# المسيحية في مولدوفا

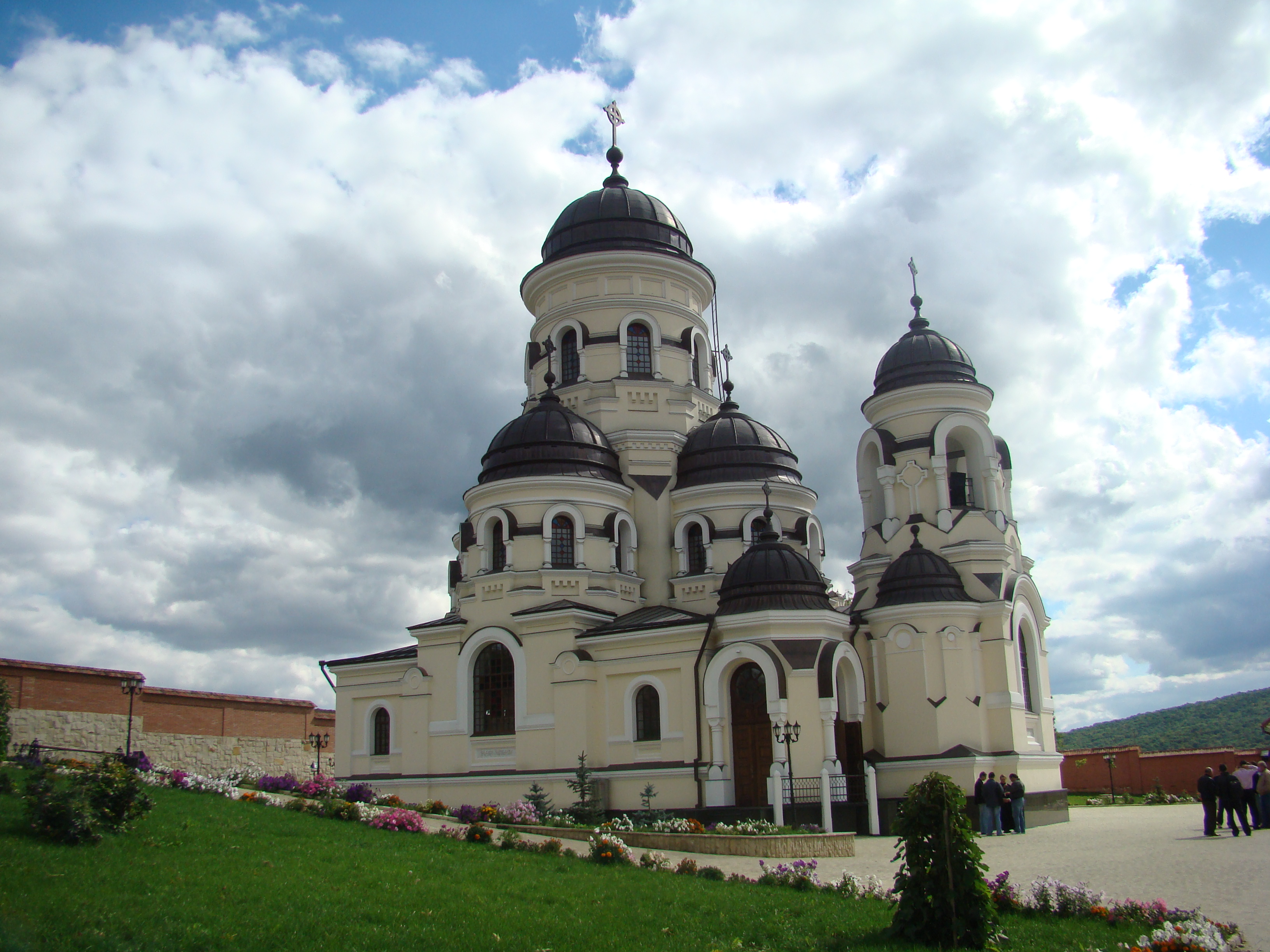
دير كابرينا، وهو من أقدم الأديرة في مولدوفا.

المسيحية في مولدوفا هي الديانة السائدة والمهيمنة، وبحسب التعداد السكاني عام 2004 فإن الدين الرئيسي في مولدوفا هو المسيحية، ويتبعها 93% من السكان، وتأتي في مقدمة المذاهب المسيحية الأرثوذكسية الشرقية.
إداريًا، هناك نوعان من الكنائس المستقلة تخضع لسلطة اثنين من الكنائس المستقلة (روسيا ورومانيا). أولها هي الكنيسة المولدافية الأرثوذكسية (وتخضع لسلطة الكنيسة الروسية الأرثوذكسية)، وتشمل الكنيسة المولدافية الأرثوذكسية على أربع أبرشيات مؤلفة من 1,080 رعية، أما السلطة الثانية فهي أسقفية بيسارابيا الأرثوذكسية وهي أسقفيَّة شبه مستقلة لرعاية شؤون الكنائس الرومانية الأرثوذكسية الواقعة ضمن أراضي جمهورية مولدوفا ولديها 124 رعية. بالإضافة إلى ذلك تضم البلاد على أتباع الكنيسة القديمة لطقوس الأرثوذكسية الروسية (المؤمنون القدماء) ويشكلون حوالي 3.6% من السكان.
تتشابك التقاليد الدينية الأرثوذكسية الشرقية مع الثقافة والتراث والهوية الوطنية في البلاد. كثير من الملحدين يقومون بالاحتفال بالأعياد الدينية بشكل روتيني، وحتى اشعال الشموع وتقبيل الرموز والأيقونات المسيحية على اعتبارها جزء من التقاليد المحلية.
أتباع الطوائف الأخرى تشمل الكنيسة الرومانية الكاثوليكية، والمعمدانيين، والخمسينيين، والسبتيين، وشهود يهوه، وأتباع الكنيسة اللوثرية والمشيخية، وبعض الجماعات الإنجيلية. لدى كنيسة يسوع المسيح لقديسي الأيام الأخيرة (المورمون) تجمعين، وحوالي 250 عضوًا.

## تاريخ

### العصور الوسطى

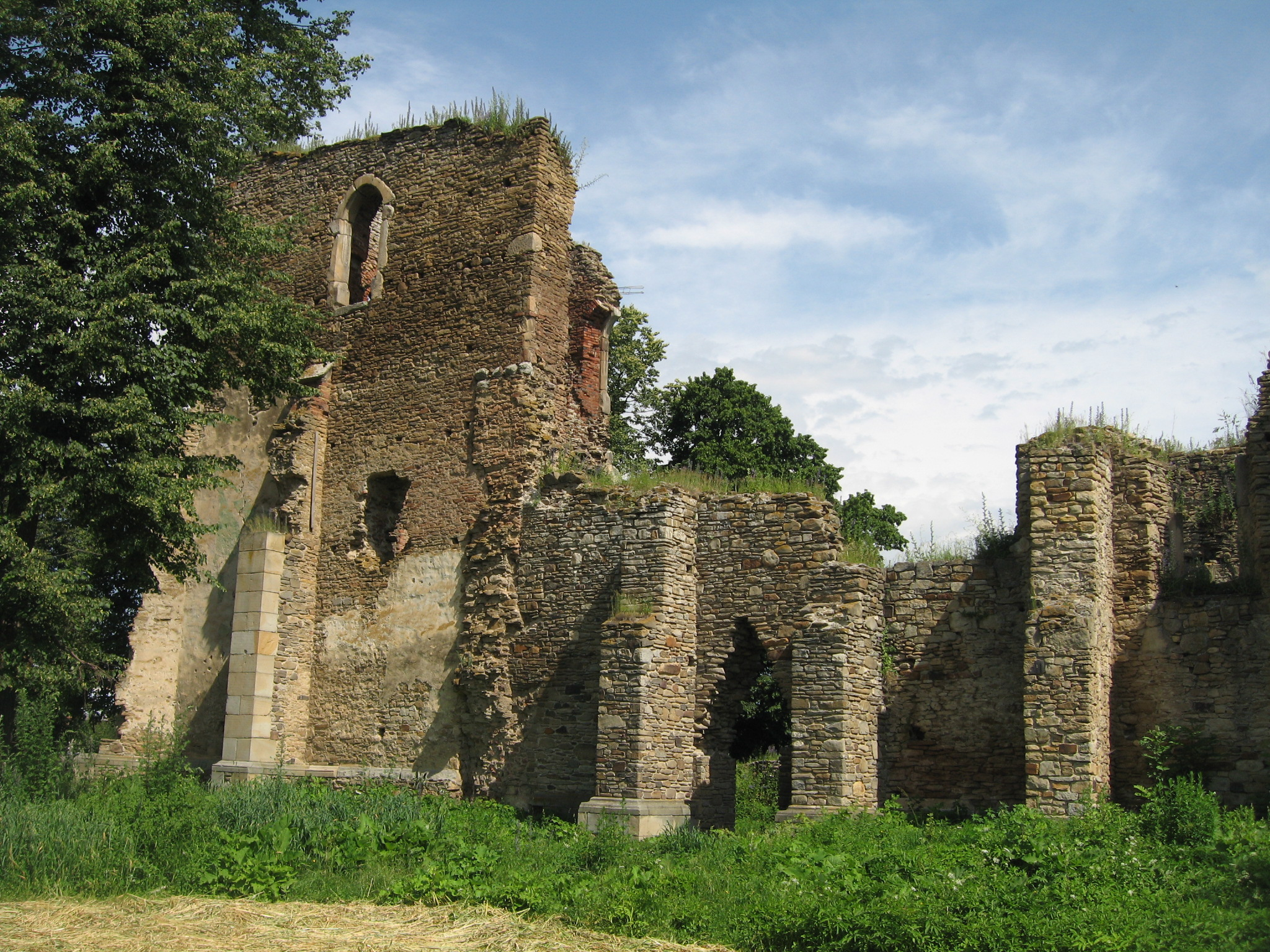
كاتدرائية رومانيَّة كاثوليكيَّة في مدينة بايا؛ تعود للقرن الخامس عشر.

كان أول تنظيم مسيحية مؤكد على أراضي إمارة مولدوفا هي أبرشية كومانيا الكاثوليكية والتي ضمت الجزء الجنوبي من المنطقة، ويرجع تاريخ تأسيسها إلى عام 1227 على يد البابا غريغوري التاسع، في الوقت الذي حاولت فيه مملكة المجر توسيع سيطرتها في المنطقة. في عام 1370، أسس البابا أوربان الخامس أبرشية سيريت، والتي تضمنت أيضا اليوم مولدوفا. في عام 1413 تأسست أبرشية في باي، والتي استمرت حتى بداية القرن السادس عشر. ومع ذلك، في وقت مبكر من 1234، ذكر المولدوفيين الأرثوذكس في وثائق الأبرشية. وسرعان ما تدمرت الأبرشية من قبل الغزو المغولي عام 1241، وفقط مع أواخر القرن الثالث عشر بدأ المبشرون الكاثوليك مرة أخرى في العودة إلى جنوب مولدوفا.
في المراحل المبكرة من القرن الرابع عشر، كانت مولدوفا تحت سلطة الأسقف الأرثوذكسي في هاليتش. وبحلول عام 1391، أنشأت أسقفية جديدة حيث قام رئيس أساقفة هاليتش بتعيين متروبوليتان أرثوذكسي جديد دعي باسم جوزيف بيلغورود. وقد عارضت بطريركية القسطنطينية المسكونية هذه الخطوة، وقامت في عام 1391 بتعيين ثيودوسيوس في منصب متروبوليتان أسقفية مولدوفا. وفي حوالي عام 1392، أعطى البطريرك نفس الموقف إلى أسقف آخر وهو إرميا. ورفض الحكام المولدوفيون قبولهم أو رفضهم، مما أدى إلى حدوث أعمال معادية ضد مولدوفا أصدره بطريرك القسطنطينية. وأرسلت بعثتان إلى مولدوفا في عام 1395 وعام 1397 في محاولة لإستعادة السلطة على الكنيسة المحلية. كما ظل كرسي المتروبوليتان شاغرًا في عام 1394، مع قدوم الكاهن المولدوفي بيتر وتعيينه من قبل القسطنطينية، وهي الخطوة التي ربما لم تُقبل من قِبل الحكام المحليين.

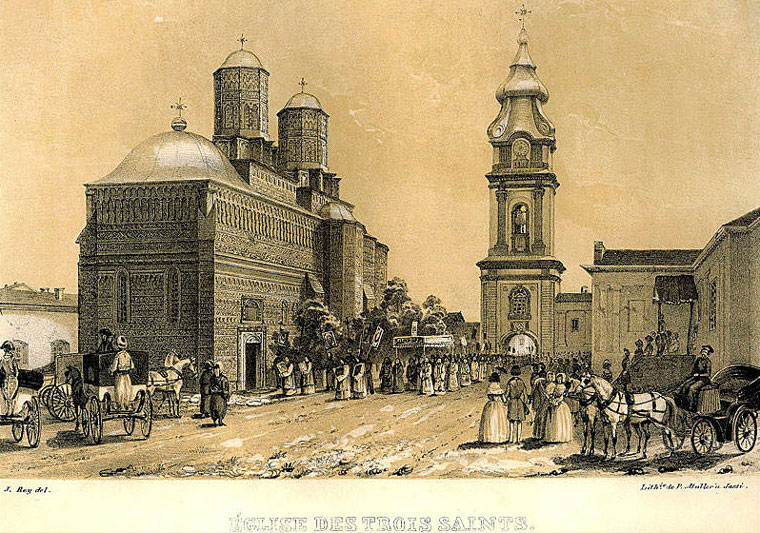
دير ومدرسة إرارهي في ياش؛ وهي مؤسسة للتعليم العالي تأسست في 1640.

في عام 1401 حصل فوكسود أليكساندرو سيل بون على الاعتراف قبل بطريركية القسطنطينية لرئاسة كرسي مولدوفا، وفضلَّ الكاثوليك أليكساندرو، وفي عام 1417، تم تعيين أسقف روماني كاثوليكي جديد في بايا، مع سلطة في المقام الأول على التُجّار المجريين والألمان الكاثوليك في تلك المدينة. كما أرسلت مولدوفا المندوبين إلى مجمع كونستانس في عام 1421. لم تساهم العلاقات الدبلوماسية الموسعة مع البابا في علاقات طيبة بين الكنيسة المولدافية وبطريرك القسطنطينية.
في عام 1436، عيَّن البابا المولدافي غريغوري، كرئيس أساقفة مولدوفا، ومع ذلك لم يعترف به من قبل حكام البلاد، وقد تواجد المندوبين المولدوفيين في مجمع فلورنسا لمناقشة قضية وحدة المسيحيين، مع صعود الدولة العثمانية وسقوط القسطنطينية. وخلص إلى إعلان التوافق حول عدد من القضايا الخلافية، وختم بإعلان بيان في الوحدة، غير أنها لم تدخل حيّز التطبيق بمعنى الوحدة الشاملة بين المسيحيين.
ومنذ القرن الخامس عشر، اضطرت بطريركية القسطنطينية إلى أن تتغاضى عن التبعية للسلطنة العثمانية، حيث كان رئيس أساقفة أوهريد هو متروبوليتان مولدوفا. وفي عام 1413 تأسست أبرشية في باي، والتي استمرت حتى بداية القرن السادس عشر. في 27 أبريل من عام 1883 أنشأ البابا ليون الثالث عشر الأبرشية الرومانية الكاثوليكية في ياش، والتي شملت معظم الأراضي الحالية من مولدوفا. في الأبرشية نشط اليسوعيين والذين أنشأوا العديد من المؤسسات الدينية والتعليمية والخيرية.

### العصور الحديثة

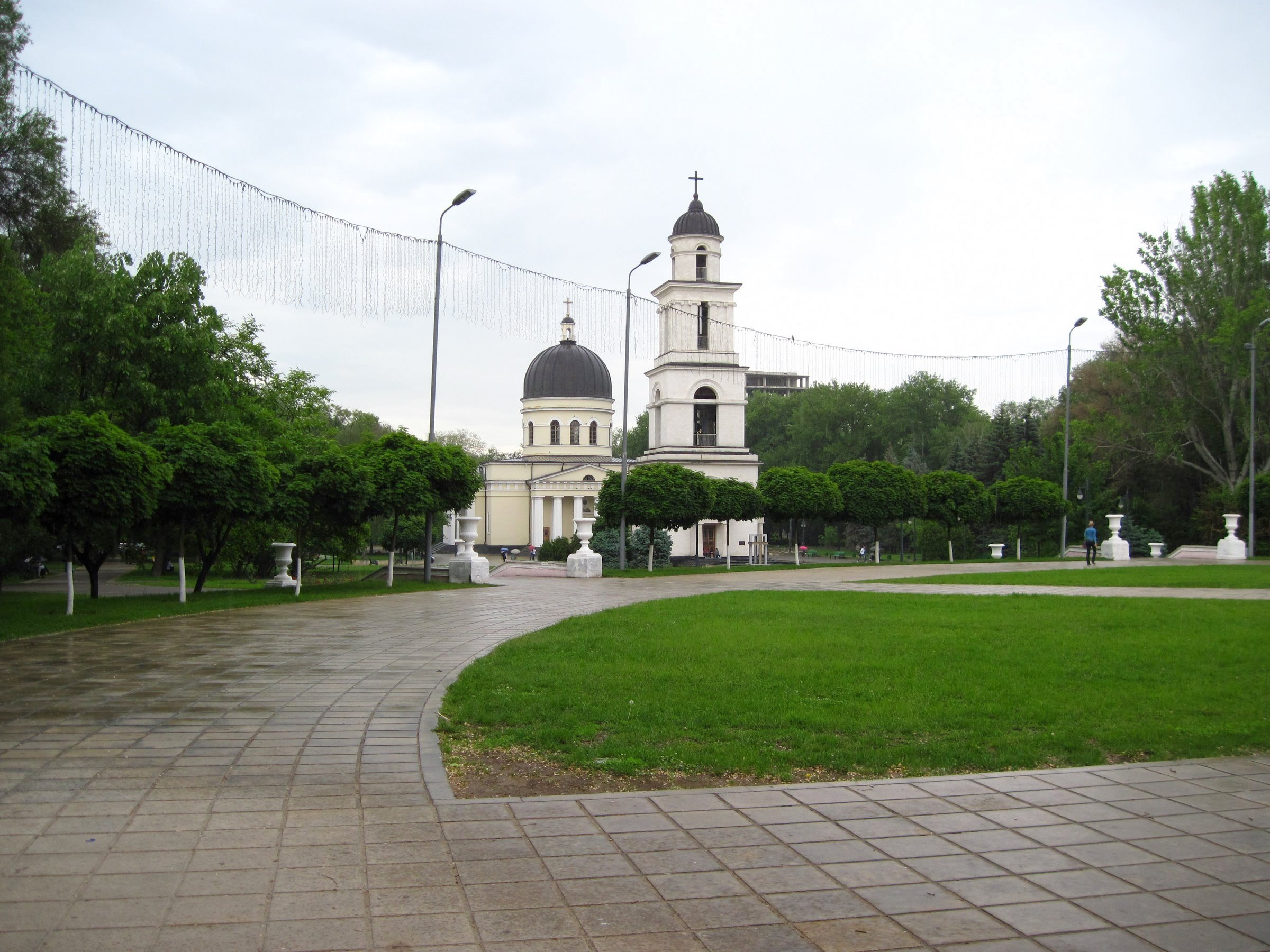
كاتدرائية الميلاد المقدسة في مدينة كيشيناو، مقر الكنيسة المولدافية الأرثوذكسية.

شهد القرن السابع عشر اعتماد اللغة الوطنية في طقوس الكنيسة، حيث تمت ترجمة العديد من النصوص الدينية إلى اللغة الرومانية، وخاصًة خلال فترة متروبوليتان دوسوفتي، وبالتالي حلت محل السلافونية الكنسيَّة القديمة. في عام 1677، تم نقل مقر متروبوليتان مولدوفا بشكل دائم إلى ياش.
ضمت بيسارابيا، والتي شكلَّت النصف الشرقي من أراضي إمارة مولدوفا، من قِبل الإمبراطورية الروسية في عام 1812، بما في ذلك الأراضي التي شكلت أبرشية كيشيناو، والتي أعيد تنظيمها ووضعت تحت وصاية الكنيسة الروسية الأرثوذكسية. وكان أول متروبوليتان للكنيسة غافريل بانوليسكو بودوني، المروج الشعبي للغة والثقافة الرومانية. كان آخر من تربع على كرسي الكنيسة المتروبوليتان أناستاسيوس، من الكنيسة الروسية الأرثوذكسية خارج روسيا.
في يناير من عام 1918 أعلنت بيسارابيا الاستقلال كجمهورية مولدوفا الديمقراطية، وفي أبريل من عام 1918 اتحدت مع رومانيا. ثم جعلت جمهورية جمهورية مولدوفا الحديثة أسقفية بيسارابيا الأرثوذكسية تحت وصاية الكنيسة الرومانية الأرثوذكسية. بعد الحرب العالمية الثانية، احتل الاتحاد السوفياتي بيسارابيا، وطبق النظام أحكام معادية للكنيسة. وتوقفت أنشطة أسقفية بيسارابيا الأرثوذكسية المختلفة وتحولت إلى أسقفية كيشيناو ومولدوفا ووضعت الأسقفية تحت وصاية الكنيسة الروسية الأرثوذكسية.
بعد عام 1991، قاد بترو أسقف بالتسي، حركة أعادت إنشاء الأسقفيَّة السابقة ملبيسارابيا، وإحياء تلك الموجودة في فترة ما بين الحربين، ووضعها تحت سلطة الكنيسة الرومانية الأرثوذكسية، ولكن الإبقاء على درجة أكبر من الحكم الذاتي للأسقفية. في أكتوبر من عام 1992، رفعت أسقفية كيشيناو إلى الكنيسة المولدافية الأرثوذكسية ومنحت الحكم الذاتي من قبل الكنيسة الروسية الأرثوذكسية. وفي وقت لاحق، أعادت الدولة تسجيل الكنائس ورفضت تسجيل أسقفية بيسارابيا الأرثوذكسية، مما أدى إلى إجراءات قضائية مطولة استمرت إلى أن أمرت المحكمة الأوروبية لحقوق الإنسان الدولة المولدوفية بتسجيلها في عام 2004. ويوجد سلام غير مستقر في الوقت الحاضر بين أسقفية بيسارابيا الأرثوذكسية والكنيسة المولدافية الأرثوذكسية. وفقًا لإحصاء معهد غالوب لا تزال غالبية أرثوذكس مولدوفا من أتباع الكنيسة المولدافية الأرثوذكسية بحوالي 86%، في حين أنَّ حوالي 13% ينضوون تحت سلطة أسقفية بيسارابيا الأرثوذكسية. وفقاً لمركز بيو تربى نحو 98% من السكان على المسيحية، بينما يعتبر 98% من السكان أنفسهم مسيحيين في عام 2017، أي أن حوالي 100% تقريباً ممن تربوا على المسيحية في مولدوفيا، يعرفون عن أنفسهم كمسيحيين اليوم.

## ديموغرافيا

### تعداد السكان
| الديانة                       | 2004 % | 2014 % |
| ----------------------------- | ------ | ------ |
| المسيحية الأرثوذكسية          | 93.34  | 90.14  |
| البروتستانتية                 | 1.89   | 0.9    |
| شهود يهوه                     | –      | 0.62   |
| الأدفنتست                     | –      | 0.32   |
| الكنيسة الرومانية الكاثوليكية | 0.14   | 0.1    |
| المؤمنين القدماء              | 0.15   | 0.09   |
| الإسلام                       | –      | 0.07   |
| أديان أخرى                    | 0.88   | 0.03   |
| الإلحاد                       | 0.38   | 0.2    |
| اللاأدرية                     | –      | 0.02   |
| اللادينية                     | 0.98   | –      |
| لم يجب عن السؤال              | 2.24   | 6.88   |
|                               | 100%   | 100%   |

### المجتمعات العرقية

#### المولدوفيون

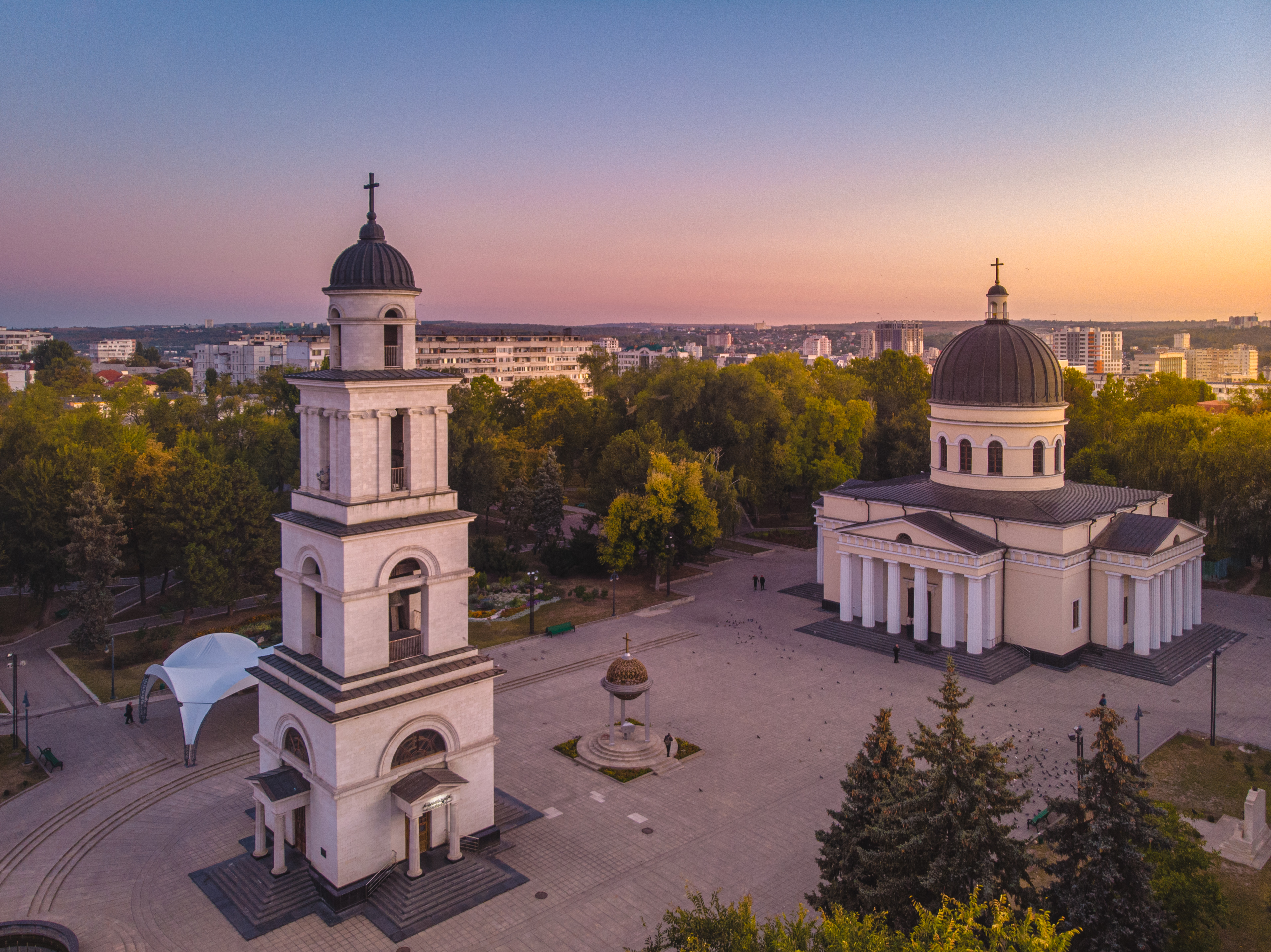
كاتدرائية المهد في كيشيناو؛ وهي من المراكز الروحيَّة للشعب المولدوفي.

ينتمي غالبية المولدوفيون عرقياً إلى الكنيسة المولدافية الأرثوذكسية، وهي كنيسة أرثوذكسية شرقية شبه مستقلة خاضعة لسلطة بطريركية موسكو، بينما تنتمي أقلية إلى أما السلطة الثانية فهي متروبوليس بيسارابيا، والتي يُشار إليها أيضًا باسم أسقفية بيسارابيا الأرثوذكسية، وهي كنيسة تتمتع بالحكم الذاتي تابعة للكنيسة الرومانية الأرثوذكسية. كلا الهيئتين في شراكة كاملة، والنزاع بينهما إقليمي بحت ويدور حول الخلافة المشروعة للكرسي المتروبوليتاني في بيسارابيا. اعتبارًا من عام 2007، ضمت الكنيسة الأرثوذكسية المولدوفية على حوالي 1,255 رعية، بينما ضمت متروبوليس بيسارابيا على حوالي 219 رعية. تتشابك التقاليد الدينية الأرثوذكسية الشرقية مع الثقافة والتراث في البلاد. يقوم كثير من الملحدين بالاحتفال بالأعياد الدينية المسيحية بشكل روتيني، وحتى اشعال الشموع وتقبيل الرموز والأيقونات المسيحية على اعتبارها جزء من التقاليد المحلية. كما وتتشابك الهوية المسيحية مع ثقافة البلاد والهوية الوطنية للشعب المولدوفي، وجدت دراسة قامت بها مركز بيو للأبحاث عام 2015 أن حوالي 63% من المولدوفيين قالوا أن كون المرء مسيحيًا هو جزءًا «هامًا ومركزي» أو إلى «حد ما» من الهوية الوطنية. ووفقاً لمركز بيو تربى نحو 98% من السكان على المسيحية، بينما يعتبر 98% من السكان أنفسهم مسيحيين في عام 2017، أي أن حوالي 100% تقريباً ممن تربوا على المسيحية في مولدوفيا، يعرفون عن أنفسهم كمسيحيين اليوم.

#### الكاكوز

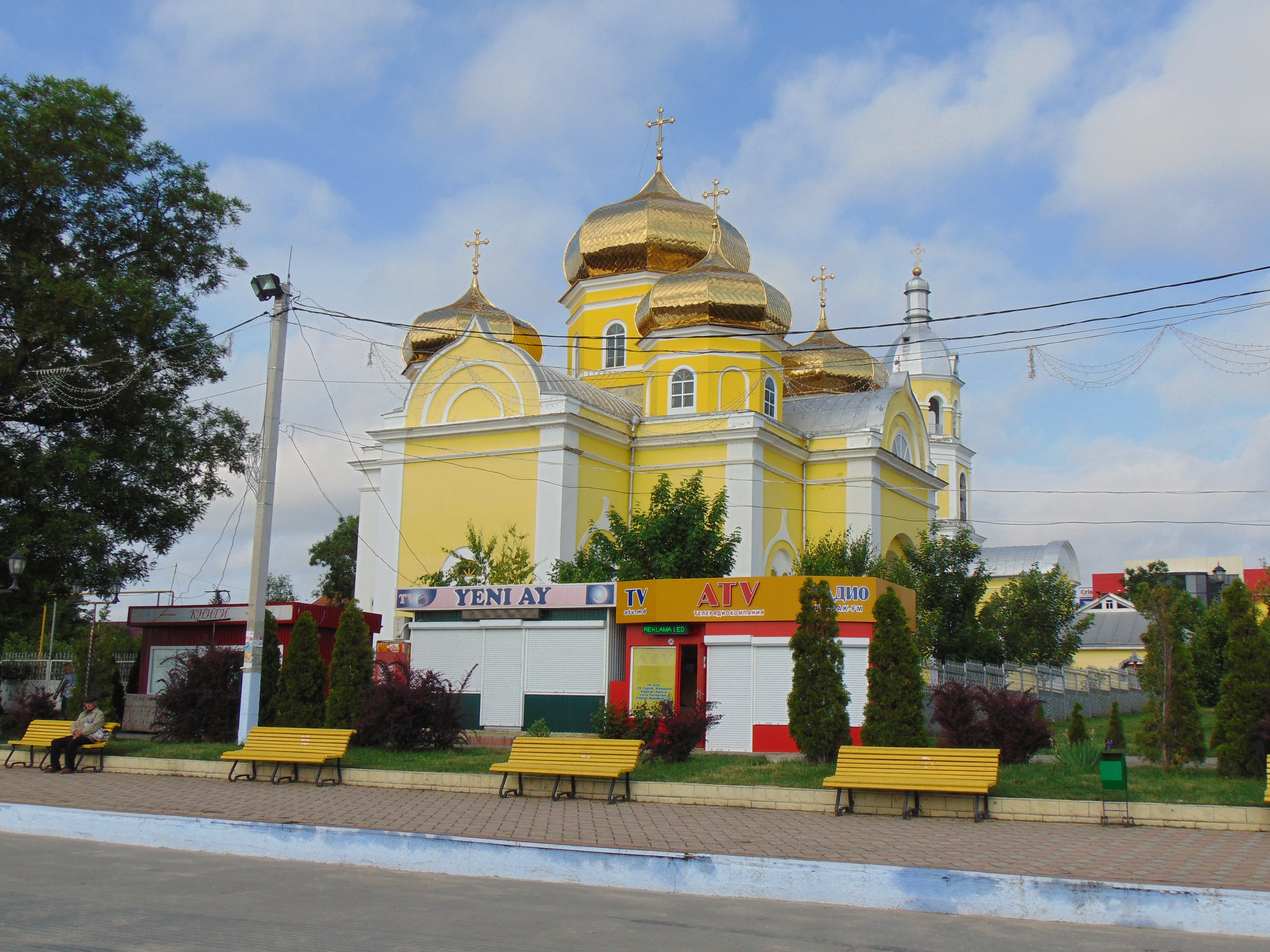
كاتدرائية القديس يوحنا المعمدان في غاغاوزيا؛ وهي من المراكز الروحية لمجتمع الكاكوز التركيَ.

يعيش في البلاد مجتمع الكاكوز وهي واحدة من أبرز المجموعات العرقية التركيَّة، والتي تعتنق الديانة المسيحية على المذهب الأرثوذكسي وإلى الكنيسة المولدافية الأرثوذكسية. كان هناك عدد من المحاولات من عقد 1930 إلى القرن الحادي والعشرين لربط البطريركية الأرثوذكسية التركية المستقلة بمجتمع الكاكوز الأرثوذكسي في بيسارابيا. وعلى الرغم من ظهور الاسم الإثني الكاكوز لأول مرة في القرن التاسع عشر، إلا أن القرن الثالث عشر يعتبر فترة تكوين السكان المسيحيين التراك في دبروجة وتراقيا الشمالية. بعد قرن من الزمان، تشكلت إمارة كارفونا البلغارية المستقلة في الشمال الشرقي لبلغاريا الحديثة تحت قيادة باليك باي وهو مسيحي ناطق باللغة التركية من أصول قفجاقية. في القرن الرابع عشر، عندما تم دمج منطقة دبروجة في الدولة العثمانية، وأصبح الكاكوز أيضًا رعايا عثمانيين. ووفقًا للإحصاءات العثمانية لعام 1597، كان هؤلاء «المسيحيون الأتراك» يشكلون غالبية السكان في إمارة كارفونا البلغارية المستقلة. في نهاية القرن الثامن عشر وبداية القرن التاسع عشر، كان النمو التدريجي لتأثير الإمبراطورية الروسية على البلقان مصحوبًا بإضعاف الدولة العثمانية. إلى جانب الاضطرابات بين السكان المسيحيين والمسلمين، دعت الإمبراطورية الروسية إلى إعادة توطين الكاكوز في الأراضي الواقعة على الساحل الشمالي للبحر الأسود، والتي كانت مهجورة بعد إعادة توطين قبائل نوجاي. عرضت السلطات الروسية على البلغار والكاكوز، الذين اعتبروهم «أتراكًا» بلغاريين في الإمبراطورية الروسية (سيكون من الأدق تسمية هذه الظاهرة «إعادة التتريك»)، في السكن في مناطق معيشة مواتية بالقرب من ميليتوبول وفي بيسارابيا.
المسيحيون الكاكوز الأرثوذكس، يتحدثون بلهجة تركية تُعرف باسم اللغة الغاغاوزية، ولديهم أوجه من التشابه مع الروم الأرثوذكس «الكارامانليدس» الناطقين باللغة التركية في منطقة كابادوكيا في تركيا. في الثلاثينيات من القرن العشرين، بُذلت محاولات لدمج أتباع البطريركية الأرثوذكسية التركية المستقلة من قبل مسيحيي الكاكوز داخل تركيا. لاحقاً بذلت الحكومة التركية محاولات لدمج الكاكوزي منطقتي غاغاوزيا وبيسارابيا بالاندماج بالبطريركية الأرثوذكسية التركية المستقلة، حيث حاول حمد الله صوفي تانريوفر، السفير التركي في رومانيا، جذب عدد من المجتمعات في منطقتي غاغاوزيا وبيسارابيا، في الوقت الذي تم دمجها مع رومانيا، التي أصبحت حاليًا جزءًا من جمهورية مولدوفا. عادت خطط دمج الكاكوز في الكنيسة الأرثوذكسية التركية إلى الظهور بعد انهيار الاتحاد السوفياتي في أوائل التسعينيات من القرن العشرين. اقترحت الحكومة التركية على ستيبان توبال، رئيس منطقة غاغاوزيا المستقلة، ربط مسيحيي الكاكوز، والذين يبلغ عددهم وفقًا لتقديرات تصل إلى 120 ألف مسيحي بالبطريركية الأرثوذكسية التركية المستقلة. لقي هذا الاقتراح بالرفض من قبل قادة الكاكوز والذين فضلوا البقاء ملتزمين من خلال الروابط مع البطريركية الروسية الأرثوذكسية. تم وضع مشروع مماثل في أكتوبر عام 2018، عندما زار الرئيس أردوغان مولدوفا وقام بجولة في الوحدة الإقليمية المستقلة في غاغاوزيا.

## الطوائف المسيحية

### الأرثوذكسية

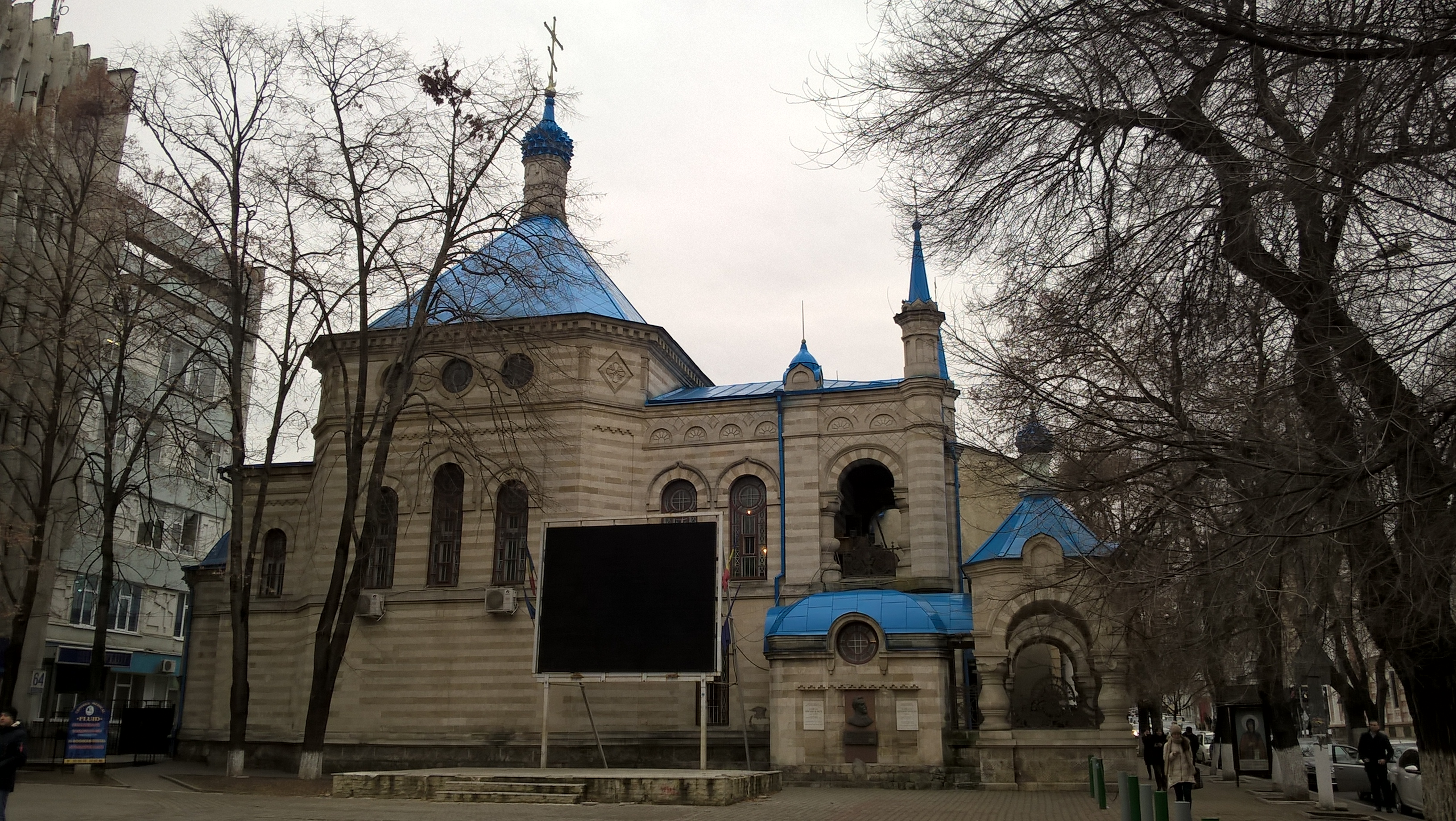
كنيسة القديسة تيودورا دي لا سيهلا في مدينة كيشيناو.

وفقاً لتعداد عام 2014 كان حوالي 90.1% من سكان جمهورية مولدوفا من أتباع الكنيسة الأرثوذكسية الشرقية، يتوزع أتباع الكنيسة الأرثوذكسية الشرقية في مولدوفا على نوعين من الكنائس المستقلة التي تخضع لسلطة اثنين من الكنائس المستقلة، أولها متروبوليس كيشيناو وسائر مولدوفا، والتي يشار إليها عموماً باسم الكنيسة المولدافية الأرثوذكسية، وهي كنيسة تتمتع بالحكم الذاتي تابعة للكنيسة الروسية الأرثوذكسية الروسية، أما السلطة الثانية فهي متروبوليس بيسارابيا، والتي يُشار إليها أيضًا باسم أسقفية بيسارابيا الأرثوذكسية، وهي كنيسة تتمتع بالحكم الذاتي تابعة للكنيسة الرومانية الأرثوذكسية، والتي ضمت في عام 2007 1,225 رعية في البلاد. وفقًا لإستطلاع أجرته مؤسسة غالوب عام 2011 حول الدين، بين الأرثوذكس الشرقيين في مولدوفا، وجدت أنَّ 86% منهم ينتمي إلى الكنيسة المولدافية الأرثوذكسية، بينما ينتمي 13% إلى أسقفية بيسارابيا الأرثوذكسية. يعتنق معظم المولدوفيين إثنياً المسيحية على المذهب الأرثوذكسي، كما ويعيش في البلاد مجتمع الكاكوز وهي واحدة من أبرز المجموعات العرقية التركيَّة، والتي تعتنق الديانة المسيحية على المذهب الأرثوذكسي.
على الرغم من أن الدستور يعلن الفصل بين الكنيسة والدولة، فإن الكنيسة المولدافية الأرثوذكسية تنشط أحياناً في النقاش السياسي. في أكتوبر عام 2015، استعانت الكنيسة المولدافية الأرثوذكسية بسلطتها في محاولة فاشلة للتأثير في محاكمة رئيس الوزراء السابق فلاد فيلات، الذي اتُهم بالفساد السلبي وإستغلال نفوذه. وفي عام 2016، عشية الجولة الأولى من الانتخابات الرئاسية، دعا الأسقف المطران فلاديمير أعضاء الكنيسة المولدافية الأرثوذكسية إلى الإدلاء بأصواتهم لصالح إيغور دودون الموالي لروسيا وزعيم حزب الاشتراكيين في جمهورية مولدوفا. وفي وقت لاحق، دعت مجموعة من رجال الدين المولدوفيين من الكنيسة المولدافية الأرثوذكسية، برئاسة الأسقف مارشيل، المواطنين للتصويت لصالح إيغور دودون في الجولة الثانية لانتخابات نوفمبر، قائلين إن المرشح الاشتراكي أيد الكنيسة الأرثوذكسية، بينما كانت منافسته ميا ساندو تحاربها.

### الكاثوليكية

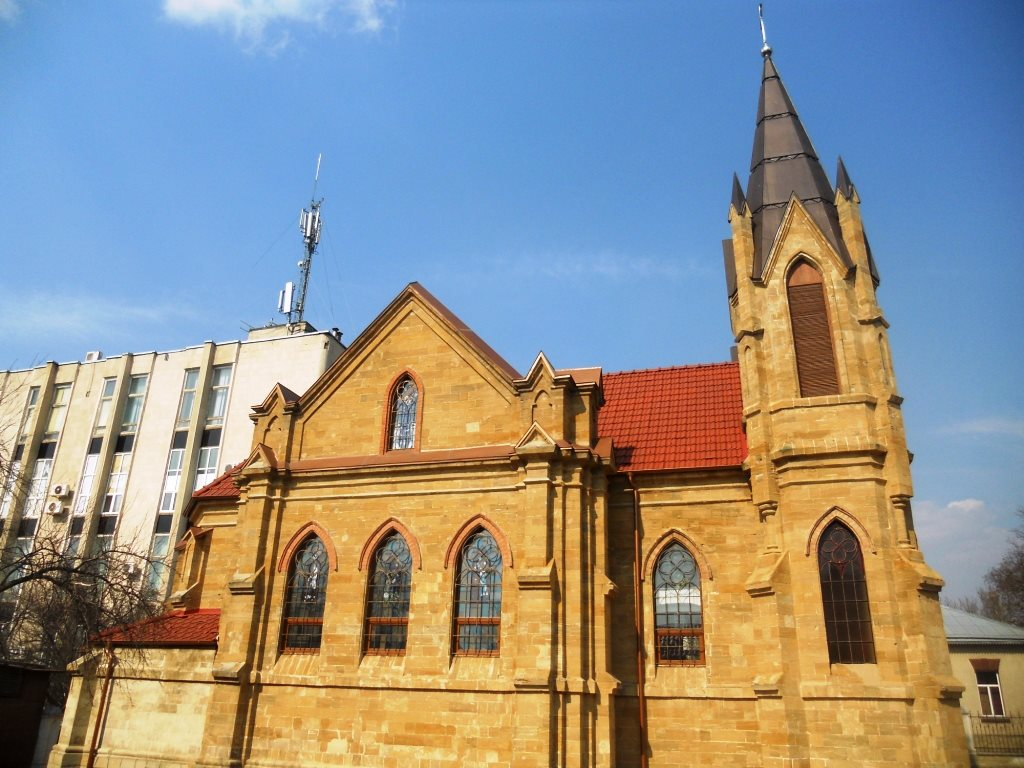
الكاتدرائية الرومانية الكاثوليكية في أورهي.

الكنيسة الكاثوليكية المولدافية هي جزء من الكنيسة الكاثوليكية العالمية في ظل القيادة الروحية للبابا في روما، ويشكل أتباع الكنيسة الرومانية الكاثوليكية حوالي 0.5% من سكان البلاد، أو حوالي 20,000 نسمة. إدارياً يتبع كاثوليك البلاد الأبرشية الرومانية الكاثوليكية في كيشيناو، وهي ليست جزءاً من أي مقاطعة كنسية، وبالتالي فهي تعتمد بشكل مباشر على الكرسي الرسولي. في 28 أكتوبر من عام 1993، تم تأسيس الأبرشية الرومانية الكاثوليكية في كيشيناو لتكون الإدارة الرسولية لمولدوفا في المناطق المنفصلة عن أبرشية ياش في رومانيا، وأبرشية تيراسبول. وفي 27 أكتوبر من عام 2001، تمت ترقية وإعادة تسمية الأبرشية إلى اسم أبرشية كيشيناو، وتعيين المسؤول الرسولي عليها.

### طوائف أخرى
هناك تواجد لعدد من الطوائف المسيحية الأخرى ومنها الكنيسة المعمدانية، والخمسينية، والأدفنتست، وشهود يهوه، والمولوكان (وهي طائفة أرثوذكسية روسية)، واليهود المسيانيين، إلى جانب الكنيسة اللوثرية، والمشيخية، وبعض الجماعات المسيحية الإنجيلية والكاريزمية. تضم كنيسة يسوع المسيح لقديسي الأيام الأخيرة ثلاثة أبرشيات في البلاد، ويبلغ إجمالي عددهم حوالي 370 عضواً.

## الإلترام الديني

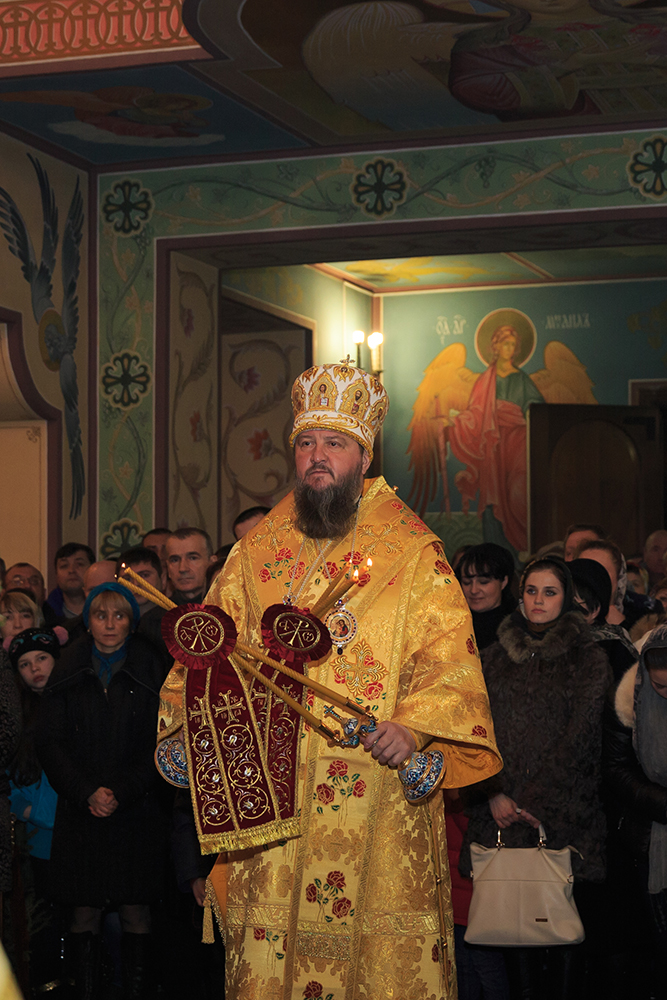
مولدوفيون أرثوذكس يؤدون الصلوات.

وجدت دراسة قامت بها مركز بيو للأبحاث عام 2015 أنَّ حوالي 95% من المولدوفيين يؤمنون في الله، وحوالي 86% منهم يعتبرون للدين أهميَّة في حياتهم، وقد وجدت الدراسة التي قامت بها مركز بيو للأبحاث عام 2015 أنَّ حوالي 13% من المولدوفيين يُداومون على حضور القداس على الأقل مرة في الأسبوع، بالمقارنة مع 48% يُداومون على على حضور القداس على الأقل مرة في الشهر أو السنة. في حين أنَّ 49% من المولدوفيين الأرثوذكس يُداومون على الصلاة يوميًا.
وقد وجدت الدراسة أيضًا أنَّ حوالي 74% من المولدوفيين الأرثوذكس يُداوم على طقس المناولة ويصوم حوالي 65% خلال فترات الصوم. ويقدم حوالي 20% منهم الصدقة أو العُشور، ويقرأ حوالي 37% الكتاب المقدس على الأقل مرة في الشهر، في حين يشارك 42% معتقداتهم مع الآخرين. ويملك حوالي 97% من المولدوفيين الأرثوذكس أيقونات مقدسة في منازلهم، ويضيء حوالي 92% الشموع في الكنيسة، ويرتدي 70% الرموز المسيحيَّة. عمومًا حصل حوالي 99% من مجمل المولدوفيين الأرثوذكس على سر المعمودية، ويقوم 80% من الأهالي المولدوفيين الأرثوذكس بالتردد مع أطفالهم للكنائس، ويقوم 48% بإلحاق أولادهم في مؤسسات للتعليم الديني و55% بمداومة قراءة الكتاب المقدس والصلاة مع أولادهم.
وفقاً لمسح أجري عام 2014 من قبل معهد السياسة العامة في مولدوفا، أظهر 80% من المجيبين درجة عالية من الثقة في الكنيسة كمؤسسة، لكن يعتقد 85% يعتقدون منهم أنَّ الكنيسة يجب أن تظل منفصلة عن المجال السياسي ويرى 76% أنّ الكنيسة يجب ألا تتورط في القضايا الحكومية. وأظهر الإستطلاع أيضاً أنَّ 58$ من المستطلعين يترددون على الكنيسة مرة واحدة على الأقل في الشهر، وقال 10% منهم أنهم لا يذهبون إلى الكنيسة على الإطلاق.

### الهوية

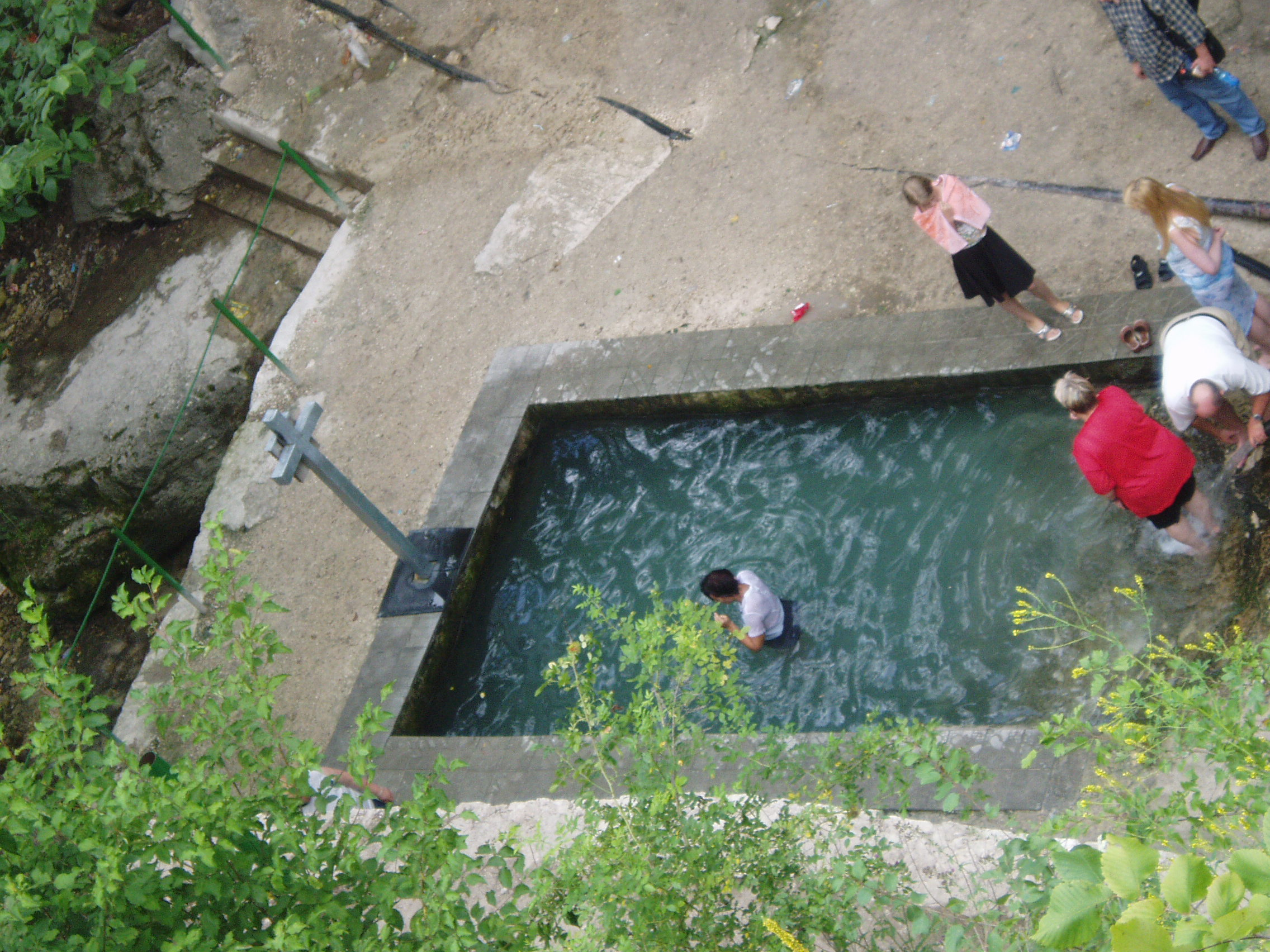
مولدوفيون يُمارسون طقس المعمودية.

وجدت دراسة قامت بها مركز بيو للأبحاث عام 2015 أن حوالي 63% من المولدوفيين قالوا أن كون المرء مسيحيًا هو جزءًا «هامًا ومركزي» أو إلى «حد ما» من الهوية الوطنية. وينقسم المولدوفيين الأرثوذكس بين أولئك الذين يقولون أن جوهر هويتهم المسيحيَّة هي في المقام الأول مسألة دينيَّة (50%)، وأولئك الذين يقولون أن هويتهم المسيحيَّة مرتبطة أساسًا بالتقاليد العائلية أو الهوية الوطنية (41%)، وأولئك الذين يقولون أنَّ هويتهم المسيحيَّة هي مزيج من الدين والتقاليد العائلية أو الهوية الوطنية (6%).
بحسب الدراسة قال حوالي 91% من المولدوفيين الأرثوذكس بأنَّ هويتهم المسيحيَّة هي مصدر فخر واعتزاز بالنسبة لهم، في حين قال 65% من المولدوفيين الأرثوذكس أنَّ لديهم شعور قوي بالانتماء للمجتمع الأرثوذكسي في العالم، وقال 99% من المولدوفيين الأرثوذكس أنَّه سيربي أبناه على الديانة المسيحيَّة. ويوافق 63% من المولدوفيين على التصريح أنَّ الأرثوذكسيَّة هي عاملًا هامًا لكي تكون وطنيًا.

### القضايا الإجتماعية والأخلاقية والسياسية
وجدت دراسة قامت بها مركز بيو للأبحاث عام 2015 أن حوالي 93% من المولدوفيين يعتبرون أن تعاطي المخدرات عمل غير أخلاقي، و91% يعتبر أن الدعارة عمل غير أخلاقي، ويعتبر حوالي 91% المثلية الجنسية ممارسة غير أخلاقية، ويعتبر حوالي 66% الإجهاض عمل غير أخلاقي، ويعتبر حوالي 47% أن شرب الكحول عمل غير أخلاقي، في حين يعتبر حوالي 62% العلاقات الجنسية خارج إطار الزواج ممارسة غير أخلاقية، ويعتبر حوالي 41% الطلاق عمل غير أخلاقي. ويؤيد 5% من المولدوفيين الأرثوذكس زواج المثليين.
يؤيد 63% من المولدوفيين الأرثوذكس تصريح أنَّ «روسيا ملتزمة في حماية المسيحيين الأرثوذكس خارج حدودها»، ويرى حوالي 51% من المولدوفيين الأرثوذكس أنَّ بطريركية موسكو هي أعلى سلطة دينية في العالم الأرثوذكسي، بالمقارنة مع 10% يرى أنَّ بطريركية القسطنطينية المسكونية هي أعلى سلطة دينية. يرى حوالي 35% من المولدوفيين أن الأرثوذكسية هي عامل أساسي لكي تكون مواطن مولدافي حقيقي. ويتفق 50% من المولدوفيين الأرثوذكس مع تصريح «شعبي ليس كاملًا، لكن ثقافتنا متوقفة على الآخرين».